# Nassim Taleb
Nassim Nicholas Taleb (/ˈtɑːləb/ en árabe: نسيم نيقولا نجيب طالب Nasīm Nīqulla Naŷīb Ṭalīb Amiún, 11 de septiembre de 1960) es un ensayista, investigador y financiero libanés naturalizado estadounidense. Es también miembro del Instituto de Ciencias Matemáticas de la Universidad de Nueva York.
Se considera a sí mismo «empirista escéptico» y cree que los científicos y los financieros sobrestiman el valor de las explicaciones racionales sobre datos del pasado e infravaloran el peso de la aleatoriedad en esos datos. Continuador de una larga línea de filósofos escépticos como Sexto Empírico, Algazel, Pierre Bayle, Montaigne y David Hume al considerar que el pasado no puede usarse para predecir el futuro.

## Biografía
Taleb nació en una familia formada por el doctor Najib Taleb, oncólogo, y Minerva Ghosn, antropóloga, ambos griegos ortodoxos libaneses, con ciudadanía francesa. Su abuelo paterno, Nassim Taleb, era juez de la corte suprema y su tatarabuelo, Ibrahim Taleb (Nabbout), era gobernador del Monte Líbano en 1866. Su abuelo materno, Fouad Nicolas Ghosn, y su bisabuelo, Nicolas Ghosn, fueron vice primeros ministros en las décadas de 1940 y 1970. Su familia vio su prominencia política y riqueza reducidas por la Guerra Civil del Líbano Estaba relacionado familiarmente con el activista argentino Eduardo Jozami.
Taleb asistió a una escuela francesa, el Grand Lycée Franco-Libanais, en Beirut. Estudió matemática financiera en la Universidad de París y ha obtenido un MBA por la Wharton School en la Universidad de Pensilvania. Ha desarrollado su carrera en los Estados Unidos.
Taleb es políglota, pues habla inglés, francés, árabe, italiano y español. Es capaz también de leer textos clásicos en griego y latín.

## Carrera de escritor
El ensayo filosófico de cinco volúmenes de Taleb sobre la  incertidumbre, titulado Incerto, cubre los siguientes libros: Fooled by Randomness (2001), The Black Swan (2007-2010), The Bed of Procrustes (2010), Antifragile (2012) y Skin in the Game (2018). Fue publicada originalmente en noviembre de 2016, incluyendo solo los primeros cuatro libros. El quinto libro no se ha incluido en un lanzamiento separado de la serie.
Su primer libro no técnico, Fooled by Randomness, sobre la subestimación del papel de la aleatoriedad en la vida, publicado en 2001, fue seleccionado por Fortune como uno de los 75 libros más inteligentes conocidos. En este libro explora cómo el azar y la probabilidad desorientan incluso a personas ilustradas. En esta obra también explica el sinsentido que supone que los financieros y personas de «éxito» en las finanzas o en la vida sean considerados expertos y visionarios, sin reparar que en realidad el efecto del azar obliga a que haya «ganadores» y, desde luego, «perdedores». Todo ello lo fundamenta con razonamientos matemáticos, con anécdotas y ejemplos conocidos, exponiendo la tendencia humana a sobrevalorar la causalidad y a creer que el mundo es más explicable de lo que realmente es, buscando explicaciones incluso cuando no las hay. El libro ha sido traducido a 17 lenguas, entre ellas el español.
Su segundo libro no técnico, The Black Swan («El Cisne Negro»), sobre eventos impredecibles, fue publicado en 2007, vendiendo cerca de 3 millones de copias (desde febrero de 2011). Pasó 36 semanas en la lista de best-sellers del New York Times, 17 en tapa dura y 19 semanas en edición en rústica, y fue traducido a 31 idiomas. El libro ha sido acreditado con la predicción de la crisis bancaria y económica de 2008.
Un libro de aforismos, The Bed of Procrustes: Philosophical and Practical Aphorisms, fue lanzado en diciembre de 2010.
El cuarto libro de su serie Incerto fue Antifragile: Things that Gain from Disorder, que se publicó en noviembre de 2012 (Antifrágil)
El quinto libro de su serie de Incerto, "La piel en el juego: las asimetrías ocultas en la vida cotidiana", se publicó en febrero de 2018. Todavía no se ha incluido en un lanzamiento actualizado de Incerto.
El estilo de escritura no técnico de Taleb se ha descrito como una mezcla de un estilo narrativo, a menudo semiautobiográfico, con breves relatos filosóficos y comentarios históricos y científicos. 
Es también el autor de Dynamic Hedging: Managing Vanilla and Exotic Options (Wiley, 1997).

## Ideas y teorías
El libro de Taleb El lecho de Procusto resume lo que para él es el problema central de la sociedad actual: "nosotros, los humanos, frente a los límites del conocimiento, y las cosas que no observamos, lo invisible y lo desconocido, resolvemos la tensión al expresar la vida y el mundo en ideas genéricas". Taleb no está de acuerdo con los enfoques platónicos (es decir, teóricos) de la realidad en la medida en que llevan a las personas a tener un mapa de la realidad equivocado, en lugar de no tener ningún mapa en absoluto. Se opone a la mayoría de las teorías económicas y a las grandes teorías de las ciencias sociales, que, en su opinión, sufren agudamente por el uso excesivo de la Teoría de las ideas de Platón. Con base en estas y otras construcciones, aboga por lo que él llama una Sociedad antifrágil, que el llama "robusta de cisne negro", es decir, una sociedad que puede resistir eventos difíciles de predecir.
También propuso que los sistemas biológicos, económicos y de otro tipo exhiban la capacidad de beneficiarse y crecer a partir de la volatilidad, incluidos tipos particulares de errores y eventos aleatorios, una característica de estos sistemas que él denomina antifragilidad. En relación con esto, también cree que las universidades son mejores en relaciones públicas y reclamando crédito que generando conocimiento. Sostiene que el conocimiento y la tecnología generalmente se generan por lo que él llama "retoques estocásticos" en lugar de en la investigación dirigida de arriba hacia abajo, y ha propuesto la experimentación como una opción para superar la investigación dirigida como método de descubrimiento científico, un enfoque que él llama retoques convexos.
Taleb ha pedido la cancelación del Premio Nobel de Economía, diciendo que el daño de las teorías económicas puede ser devastador. Se opone al conocimiento de arriba hacia abajo como una ilusión académica. Junto con Espen Gaarder Haug, Taleb afirma que los precios de las opciones financieras se determinan de una "manera heurística" por los operadores, no por un modelo, y que los modelos son como "dar conferencias a los pájaros sobre cómo volar". El profesor y autor Pablo Triana ha explorado este tema con referencia a Haug y Taleb, y dice que tal vez Taleb está en lo correcto al instar a que los bancos sean tratados como servicios que tengan prohibido tomar riesgos potencialmente mortales, mientras que los fondos de cobertura y otras entidades no reguladas deben ser capaz de hacer lo que quieran.
Las escrituras de Taleb discuten el error de comparar la aleatoriedad del mundo real con la "aleatoriedad estructurada" en la física cuántica donde las probabilidades son notablemente computables y los juegos de azar como los casinos donde las probabilidades se construyen artificialmente. Taleb llama a esto la "falacia lúdica". Su argumento se centra en la idea de que los modelos predictivos que se basan en la Teoría de las Formas de Platón, gravitan hacia la pureza matemática y no toman en cuenta algunas ideas clave, tales como: la imposibilidad de poseer toda la información relevante, que pequeñas variaciones desconocidas en los datos pueden tener un gran impacto y teorías / modelos defectuosos que se basan en datos empíricos y que no consideran eventos que no se han producido, pero que podrían haber tenido lugar. Hablando de la falacia lúdica en El Cisne Negro, escribe: "El lado oscuro de la luna es más difícil de ver, irradiar luz sobre él cuesta energía. Del mismo modo, irradiar luz sobre lo oculto es costoso, tanto por el esfuerzo computacional como mental "
En la segunda edición de El Cisne Negro, planteó que los fundamentos de la economía cuantitativa son defectuosos y altamente autorreferenciales. Afirma que las estadísticas son fundamentalmente incompletas como campo, ya que no puede predecir el riesgo de eventos raros, un problema que es agudo en proporción a la rareza de estos eventos. Con el matemático Raphael Douady, llamó al problema la indecidibilidad estadística (Douady y Taleb, 2010).
Taleb ve su desafío principal en cómo mapear sus ideas de "robustez" y "antifragilidad", es decir, cómo vivir y actuar en un mundo que no entendemos y construir robustez frente a los eventos de cisne negro. Taleb introdujo la idea del "cuarto cuadrante" en el dominio de exposición. Una de sus aplicaciones es su definición del enfoque de gestión de riesgos más eficaz (es decir, menos frágil): lo que él llama la estrategia 'barra' que se basa en evitar el medio a favor de la combinación lineal de extremos, en todos los dominios, de la política a la economía y a la vida personal. Taleb considera que estas estrategias son más robustas a los errores de estimación. Por ejemplo, sugiere que invertir dinero en inversiones de "riesgo medio" no tiene sentido, porque el riesgo es difícil, si no imposible, de calcular. Su estrategia preferida es ser hiperconservador e hiperagresivo al mismo tiempo. Por ejemplo, un inversor puede poner del 80 al 90% de su dinero en instrumentos extremadamente seguros, como bonos del Tesoro, y el resto entra en apuestas especulativas altamente arriesgadas y diversificadas. Una sugerencia alternativa es participar en apuestas altamente especulativas con una desventaja limitada.
Taleb afirma que al adoptar estas estrategias, una cartera puede ser "robusta", es decir, obtener una exposición positiva a los eventos de cisnes negros al tiempo que limita las pérdidas sufridas por tales eventos aleatorios. Junto con Donald Geman y Hélyette Geman, modeló la "barra máxima de entropía" que consiste en "restringir solo lo que se puede restringir (de una manera robusta) y maximizar la entropía en cualquier otro lugar", según una visión de E.T. Jaynes que la vida económica aumenta en entropía bajo restricciones reglamentarias y de otro tipo. Taleb también aplica un enfoque similar al estilo de barra con respecto a la salud y el ejercicio. En lugar de hacer un ejercicio constante y moderado a diario, sugiere que es mejor hacer un ejercicio de bajo esfuerzo, como caminar lentamente la mayor parte del tiempo, mientras ocasionalmente gasta un esfuerzo extremo. Él afirma que el cuerpo humano evolucionó para vivir en un ambiente aleatorio, con varios esfuerzos inesperados pero intensos y mucho descanso.
Además de su trabajo sobre finanzas y probabilidad, Taleb se refiere a muchos otros temas actuales, como el empleo, el estado de la academia, y la guerra siria.
Apareció como invitado especial en The Ron Paul Liberty Report el 19 de mayo de 2017 y manifestó su apoyo a una política exterior no intervencionista.

## Obras

### Libros

#### SerieIncerto
- Fooled by Randomness: The Hidden Role of Chance in Life and in the Markets.     New York: Random House.     2001. ISBN 0-8129-7521-9. Second ed., 2005. ISBN 1-58799-190-X.
- The Black Swan: The Impact of the Highly Improbable. New York: Random House and Penguin Books. 2007. ISBN 978-1-4000-6351-2. Expanded 2nd ed, 2010 ISBN 978-0812973815.
- The Bed of Procrustes: Philosophical and Practical Aphorisms. New York: Random House. 2010. ISBN 978-1-4000-6997-2. Expanded 2nd ed, 2016 ISBN 978-0812982404.
- Antifragile: Things That Gain from Disorder.     New York: Random House.     2012. ISBN 978-1-4000-6782-4.
- Skin in the Game: Hidden Asymmetries in Daily Life. New York: Random House. 2018. ISBN 978-0-4252-8462-9.

#### Otros
- Dynamic Hedging: Managing Vanilla and Exotic Options. New York: John Wiley & Sons. 1997. ISBN 0-471-15280-3.
- Taleb, Nassim Nicholas; Cirillo, Pasquale (2018). The Logic and Statistics of Fat Tails. London: Penguin Books. ISBN 978-0-1419-8836-8.

### Selección de artículos
- ·  Taleb, N. N.; Douady, R. (2013). "Mathematical definition, mapping, and detection of (anti)fragility". Quantitative Finance. 13 (11): 1677–1689. doi:10.1080/14697688.2013.800219.
- ·  Taleb, N. N. (2015). "Unique Option Pricing Measure with neither Dynamic Hedging nor Complete Markets". European Financial Management. 21 (2): 228–235. doi:10.1111/eufm.12055.
- ·  Geman, D.; Geman, H.; Taleb, N. N. (2015). "Tail Risk Constraints and Maximum Entropy". Entropy. 17 (6): 1–14. Bibcode:2015Entrp..17.3724G. doi:10.3390/e17063724.
- ·  Taleb, N. N.; Douady, R. (2015). "On the Super-Additivity and Estimation Biases of Quantile Contributions". Physica A: Statistical Mechanics and its Applications. 429: 252–260. Bibcode:2015PhyA..429..252T. doi:10.1016/j.physa.2015.02.038.
- ·  Cirillo, P.; Taleb, N. N. (2016). "On the tail risk of violent conflict and its underestimation". Physica A: Statistical Mechanics and its Applications. 452: 29–45. Bibcode:2016PhyA..452...29C. doi:10.1016/j.physa.2016.01.050.
- ·  Taleb, N. N. (December 5, 2017). "Election predictions as martingales: an arbitrage approach". Quantitative Finance. 452 (1): 1–5. doi:10.1080/14697688.2017.1395230

### Ediciones en español
- ¿Existe la suerte? Engañados por el azar. Thomson-Paraninfo. 2006. ISBN 978-84-9732-392-5.
- El cisne negro: el impacto de lo altamente improbable. Ediciones Paidós Ibérica. 2008. ISBN 978-84-493-2077-4.[32][33][34]
- Antifrágil: las cosas que se benefician del desorden. Paidós. 2013. ISBN 978-84-493-2864-0.
- El lecho de Procusto. Aforismos filosóficos y prácticos. ISBN 978-84-493-3423-8. Ediciones Paidós Ibérica. 2018. Colección: Contextos | Traductor: Genís Sánchez Barberán
- Jugarse la piel: Asimetrías ocultas en la vida cotidiana. Paidós. 2019. ISBN 978-84-493-3542-6.